# 上翻
上翻是指在恆星演化過程中，表面的對流層向下擴張至經歷核融合物質層的一個時期。結果是，核融合的產物混合到恆星大氣層的外層，使這些核素出現在恆星的光譜中。

## 多個階段

### 第一階段
第一階段上翻出現在主序帶的恆星進入紅巨星分支（RGB）。與對流層混合的結果是在外層的大氣中出現氫融合反應的光譜簽名：12C/13C和C/N的比率降低，並且表面的鋰和鈹豐度也會降低。

### 第二階段
對一顆質量介於4－8太陽質量的恆星，當在核心的氦融合結束的時候，對流層混合了碳氮氧循環的產物，導致第二階段的上翻。
第二階段上翻的結果使得表面對4He和14N的豐度增加，同時12C和16O減少。

### 第三階段
第三階段上翻出現在大質量恆星進入漸近巨星分支（AGB），和閃光沿著燃燒的氦殼層發生之後。這一階段的上翻導致氦、碳和S-過程的產物被帶至表面。結果是增加了碳相對於氧的豐度，創造出了碳星。
上翻的名稱是由每個恆星的演化和結構狀態決定的，"不是"由它們在任何一顆恆星中出現的順序決定的。一些低質量恆星在演化過程中經歷了"第一次"和"第三次"疏浚，而從未經歷過第二次。